# Mike Zambidis
Mike Zambidis (in greco Μιχάλης Ζαμπίδης?; Atene, 15 luglio 1980) è un artista marziale, kickboxer e thaiboxer greco.  Ex Campione mondiale di K1 e Muay thai

## Titoli
- 2011 W5 World Champion
- 2011 World Champion "King of the Ring"
- 2008 World PROFI World Champion
- 2007 World Champion "King of the Ring"
- 2006 World Champion "King of the Ring"
- 2005 World Champion World PROFI
- 2005 WKBF Super-WelterWeight Champion
- 2005 World Champion "King of the Ring" (Australia)
- 2004 A1 World Combat Cup Champion
- 2003 Champion "King of the Ring" (Italia)
- 2002 Champion "K-1 World Max Oceania"
- 2002 Champion King of the Ring "Thai-Box" (Italy)
- 2000 WOKA World Champion
- 1998 European Champion World PROFI
- 1997 Balcan Champion I.S.K.A.
- 1996 - 1998 Member of National Boxing Team of Greece (40 fights)
- 1996 - 1998 3 times Boxing Champion of Greece
- 1992 - 1997 6 times Kick-Boxing Champion of Greece